# قالب آنامورفیک
قالب آنامورفیک شیوهٔ فیلم‌برداری از تصویری با صفحه عریض بر روی فیلم ۳۵ میلیمتری استاندارد یا رسانهٔ ضبط دیداری دیگری با نسبت تصویر اصلی غیر صفحهٔ عریض است. این قالب به قالب پیش‌افکنی اشاره دارد که در آن تصویری کژ توسط یک لنز پیش‌افکنی آنامورفیک «کشیده» می‌شود تا نسبت تصویر اولیه را روی صفحهٔ نمایش دوباره ایجاد کند. این قالب نباید با صفحه عریض آنامورفیک اشتباه گرفته شود که مفهوم کدبندی ویدئویی متفاوتی است که از اصولی مشابه ولی ابزاری متفاوت استفاده می‌کند. واژهٔ «آنامورفیک» و مشتقات آن از واژگان یونانی به معنای باز شکل یافته ریشه گرفته‌است. قالب آنامورفیک، به عنوان قالبی در دوربین‌ها، در حال از دست دادن محبوبیت خود در مقایسه با قالب‌های «تخت» (یا «کروی») از قبیل تصاویر گرفته شده توسط فیلم ۳۵ میلیمتری سوپر با استفاده از لنز دوربین کروی است. با این وجود، از آنجایی که بیشتر پروژکتورهای فیلم از قالب پیش‌افکنی آنامورفیک استفاده می‌کنند، نگاتیوهای قالب کروی عموماً به چاپ‌های آنامورفیک برای پیش‌افکنی تبدیل می‌شوند.
در سال‌های پس از فراگیرشدن دوربین‌های سینمایی دیجیتال، قالب آنامورفیک محبوبیت دوبارهٔ قابل توجهی یافته‌است، که تا حد زیادی به دلیل حساسیت ایزوی پایهُ بالاتر حسگرهای دیجیتال است که امکان تصویربرداری با سرعت‌های بالاتر را فراهم می‌کنند.
آخرین استاندارد قالب آنامورفیک که توسط SMPTE ثبت شده نسبت ۲.۳۹:۱ می باشد که نسبت رایج سینمای پرده عریض کنونی است که معمولا با یک سنسور با نسبت ابعاد ۱.۷۸:۱ و لنز های آنامورفیک با ضریب ۱.۳۳ یا سنسور های ۱.۳۳:۱ و لنز هایی با ضریب ۱.۶۶ گرفته می شود

## تاریخچه
فرایند آنامورف‌سازی اپتیکی توسط هانری کرتین در طول جنگ جهانی اول ایجاد شد تا دید وسیعی برای تانک‌های نظامی فراهم کند. این فرایند نوری توسط کرتین «هایپرگونار» نامیده شد و قادر بود میدان دید ۱۸۰ درجه را نشان دهد. پس از جنگ، این فناوری برای اولین بار در یک زمینه سینمایی در فیلم کوتاه «برای ساختن آتش» (بر اساس داستان جک لندن در سال ۱۹۰۸ به همین نام) توسط کلود اوتان-لارا در سال ۱۹۲۷ استفاده شد.

## واژگان
1. ↑  projection
2. ↑  distorted
3. ↑  stretched
4. ↑  encoding